# مونتاباور
مُنتَبَوَر (بالألمانية: Montabaur) (نقحرة: مونتاباور) هي بلدة ألمانية تقع في ألمانيا في مونتاباور. يقدر عدد سكانها بـ 12,537 نسمة.

## المدن التوأمة
مدن زبنيتس، فريدريكسبورغ (تكساس)، رعد و Brackley هي مدن توأمة لـمونتاباور.

## أعلام
- هاينز كونينغ